# Без времена
Без времена (енгл. Out of Time) је филмски трилер из 2003. године који је режирао Карл Френклин а у главним улогама су: Дензел Вошингтон, Ева Мендез и Сана Лејтан.

## Радња
Мет Ли Витлок (Дензел Вашингтон) је цењени шериф у граду. Али мало људи у граду зна какве проблеме има у животу. Витлок се дуго и болно разводи од своје супруге (она је и истражитељ одељења за убиства), коју стално вара са својом љубавницом, која је, штавише, како се испоставило, смртно болесна, потребно јој је скупо лечење, а муж малтретира њеној. Размишљајући о својој непосредној смрти, она чини Мета примаоцем осигурања од милион долара, а Мет јој, узимајући новац који је материјални доказ у случају наркомафије, даје како би она могла да оде у Европу и тамо се лечи, или живи остатак свог времена у миру .
Следеће ноћи запали се кућа његове љубавнице у којој она и њен муж изгоре до смрти, а новац нестане. Поред тога, сведок је видео Мета у близини изгореле куће непосредно пре пожара. Истрага овог случаја поверена је Витлоковој супрузи. А Витлок ће морати да покуша да буде испред свог времена и својих колега како би се спасио од оптужби за убиство.
Током истраге испоставило се да његова љубавница Ен није ни од чега болесна, а изгорели лешеви су већ били мртви у тренутку пожара. Новац који је Мет украо из доказа украо је Крисов саучесник. Мет га је пратио до хотела и у жару туче пао је са балкона. Вративши новац, Витлок се спремао да оде, али га се портир сетио и морао је да бежи на задња врата. Превише доказа против Мета, његова жена је буквално на корак од његовог хапшења. Изненада, Ен зове Мета, тражећи од њега да је спаси тако што ће донети новац њеном мужу. Мет је оставио уређај за праћење Алексу, побегао је кроз тоалет на станици и појурио да Енино спасе. Током борбе, Витлок добија предност, Мет трчи до Ен и тражи пиштољ, али она га упуца. Мет је уверава, говорећи јој да је то била самоодбрана, али му је она пуцала у ногу. Испоставило се да ово није Крис, већ је Ен све наместила како би украла новац и започела просперитетан живот од нуле. Спремала се да убије Мета, али се тада појављује Алекс и спасава њеног мужа од његове љубавнице. Пријатељ Мета и Алекса, Че враћа украдени новац од ФБИ доказа и Витлок је ослобођен. Витлок каже Чеу да је из ове ситуације извукао само један закључак, да не треба да варате своју вољену жену, а сада не жели да се разведе од ње.
Време је прошло, Мета посећује Алекс, рекавши да су последње ствари остале да се помере. Мет каже да је и даље воли. Пар прекида Че, доносећи признаницу да Мету треба исплатити милион долара (јер је наведен као корисник осигурања). Алекс каже да Мет не може да узме новац јер је то незаконито, и као и његова жена, она је против прљавог новца. Испоставило се да Алекс није превозио ствари од Мета, већ назад до њега. Био је изненађен, али срећан. Алекс даје Мету избор: она или новац. Она пристаје да опрости свом мужу и почне изнова ако он одбије милион. Мет прави избор - изабрао је своју жену. Алекс и Мет се љубе, а затим иду у кућу да се помире. Че је срећан због својих пријатеља, али остаје у недоумици како је било могуће одбити милион.

## Улоге
| Глумац           | Улога              |
| ---------------- | ------------------ |
| Дензел Вошингтон | Матијас Ли Витлок  |
| Ева Мендез       | Алекс Дијаз-Витлок |
| Сана Лејтан      | Ен Мерај Харисон   |
| Роберт Бејкер    | Тони Далтон        |
| Џон Билингсли    | Чеј                |
| Дин Кејн         | Крис Харисон       |
| Алекс Кретер     | Пол Кабот          |
| Тери Лохлин      | агент Старк        |
| Ентони Короне    | полицајац Бејст    |

## Зарада
- Зарада у САД - 41.088.845 $
- Зарада у иностранству - 14.406.718 $
- Зарада у свету - 55.495.563 $